# Itamar Einhorn
Pour les articles homonymes, voir Einhorn.
Itamar Einhorn, né le 20 septembre 1997, est un coureur cycliste israélien. Il évolue au sein de l'équipe Israel-Premier Tech.

## Biographie

### Débuts
Itamar Einhorn commence le cyclisme à l'âge de 12 ans par le VTT. Il se tourne vers les compétitions sur route à 14 ans, puis participe l'année suivante au Festival olympique de la jeunesse européenne. 
En 2014, il devient champion d'Israël du contre-la-montre juniors (moins de 19 ans). Il court ensuite en 2016 chez Vérandas Willems-Crabbe-CC Chevigny, avant d'intégrer la réserve de l'équipe Israel Cycling Academy. En 2017, il devient stagiaire professionnel chez Israel Cycling Academy à partir du mois d'aout. Il effectue un nouveau stage dans cette formation en 2018, après de bons résultats chez les amateurs en Espagne. Bon sprinteur, il réalise plusieurs tops dix sur le Tour du lac Taihu et au Tour de Hainan.
En 2019, il rejoint le club français Côtes d'Armor-Marie Morin-Véranda Rideau, tout en ayant signé un pré-contrat professionnel avec Israel Cycling Academy,. Pour ses débuts en France, il obtient quelques accessits dans des courses du calendrier national.

### Carrière professionnelle
Il rejoint finalement Israel Cycling Academy au mois de juin 2019, renommée Israel Start-Up Nation en 2020.
En 2020, il réalise une performance historique pour un coureur israélien en terminant troisième de la deuxième étape du Tour Colombia, une première à ce niveau de compétition. Le 9 septembre, il devient le premier israélien à remporter une course UCI lors de la première étape de la Course de Solidarność et des champions olympiques. Il y prend la troisième place du classement général. En fin de saison, il se confronte au niveau World Tour en Belgique, aligné sur le BinckBank Tour, Gand-Wevelgem et le Tour des Flandres. Le 9 octobre, il termine 9e du GP de l'Escaut.
Gêné par une blessure au genou, il ne commence sa saison sur route qu'en mai, sur le Tour de Hongrie. Le 18 juillet, il remporte sa première course d'un jour au niveau international, la Visegrad 4 Bicycle Race-GP Poland. Il enchaîne par le Tour de Burgos avant de participer à son premier grand Tour, le Tour d'Espagne. Il y réalise deux tops 10, 5e de la huitième étape et 7e de la treizième étape avant d'abandonner lors de la 17e étape. Le 19 septembre, il remporte le plus grand succès de sa carrière, s'imposant au sprint devant Peter Sagan et Cees Bol sur la dernière étape du Tour de Slovaquie,. Il confirme sa forme sur le Tour de Croatie, 6e de la première étape et seulement devancé par Olav  Kooij le lendemain.

## Palmarès
- 2014
  -  Champion d'Israël du contre-la-montre juniors
  - 2ea étape du Tour d'Arad
  - 3e du championnat d'Israël sur route juniors
- 2015
  - 2ea étape du Tour d'Arad
- 2016
  - Israel Season Opener
- 2017
  - 2e étape du Tour d'Arad
  - 2e du championnat d'Israël sur route
  -  Médaillé d'argent de la course en ligne des Maccabiades
  - 3e du Tour d'Arad
- 2018
  - 1re étape du Tour d'Arad
  - Trofeo Villa de Torrejón
  - 2e du Tour d'Arad
- 2020
  - 1re étape de la Course de Solidarność et des champions olympiques
  - 3e de la Course de Solidarność et des champions olympiques
- 2021
  - Visegrad 4 Bicycle Race-GP Poland
  - 4e étape du Tour de Slovaquie
  - 3e du championnat d'Israël sur route
- 2022
  -  Champion d'Israël sur route
  - Grand Prix Wyszków
  - 3e de la Visegrad 4 Bicycle Race
- 2023
  -  Champion d'Israël sur route
  - Visegrad 4 Bicycle Race-GP Poland
  - Mémorial Andrzej Trochanowski
  - 1re étape du Sazka Tour
- 2024
  - 2e et 7e étapes du Tour du Rwanda
  - 1re et 5e étapes du Tour de Taïwan
- 2025
  - 4e étape du Tour de Taïwan
  - 3e du Tour de Cologne

## Résultats sur les grands tours

### Tour d'Espagne
2 participations
- 2021 : abandon (17e étape)
- 2022 : abandon (8e étape)

## Classements mondiaux
| Année                                 | 2017  | 2018 | 2019  | 2020 | 2021 | 2022 | 2023 | 2024 |
| ------------------------------------- | ----- | ---- | ----- | ---- | ---- | ---- | ---- | ---- |
| Classement mondial                    | 1591e | nc   | 2266e | 482e | 618e | 256e | 214e | 400e |
| UCI Europe Tour                       | 1004e | nc   | 1458e | 398e | 495e | 208e | nc   | nc   |
|                                       |       |      |       |      |      |      |      |      |
| Légende : nc = non classéSource : UCI |       |      |       |      |      |      |      |      |